# Кенсетт (Арканзас)
Кенсетт (англ. Kensett) — місто (англ. city) в США, в окрузі Вайт штату Арканзас. Населення — 1400 осіб (2020).

## Географія
Кенсетт розташований на висоті 68 метрів над рівнем моря за координатами 35°14′10″ пн. ш. 91°40′13″ зх. д. / 35.23611° пн. ш. 91.67028° зх. д. (35.236006, -91.670362).  За даними Бюро перепису населення США в 2010 році місто мало площу 4,80 км², з яких 4,76 км² — суходіл та 0,04 км² — водойми.

## Демографія
Згідно з переписом 2010 року, у місті мешкало 1648 осіб у 667 домогосподарствах у складі 427 родин. Густота населення становила 343 особи/км².  Було 764 помешкання (159/км²). 
Расовий склад населення:
| - 70,9 % — білих - 18,3 % — чорних або афроамериканців - 0,2 % — азіатів - 0,1 % — корінних американців - 7,6 % — осіб інших рас |

До двох чи більше рас належало 2,7 %. Іспаномовні складали 14,3 % від усіх жителів.
За віковим діапазоном населення розподілялося таким чином: 25,2 % — особи молодші 18 років, 58,2 % — особи у віці 18—64 років, 16,6 % — особи у віці 65 років та старші. Медіана віку мешканця становила 37,7 року. На 100 осіб жіночої статі у місті припадало 94,3 чоловіків;  на 100 жінок у віці від 18 років та старших — 92,8 чоловіків також старших 18 років.
Середній дохід на одне домашнє господарство  становив 30 010 доларів США (медіана — 26 086), а середній дохід на одну сім'ю — 31 590 доларів (медіана — 27 100). Медіана доходів становила 32 143 долари для чоловіків та 19 150 доларів для жінок. За межею бідності перебувало 42,0 % осіб, у тому числі 55,8 % дітей у віці до 18 років та 33,7 % осіб у віці 65 років та старших.
Цивільне працевлаштоване населення становило 681 осіб. Основні галузі зайнятості: роздрібна торгівля — 25,0 %, освіта, охорона здоров'я та соціальна допомога — 15,1 %, виробництво — 15,0 %.
За даними перепису населення 2000 року в Кенсетті мешкало 1791 осіб, 445 сімей, налічувалося 699 домашніх господарств і 778 житлових будинків. Середня густота населення становила близько 389 осіб на один квадратний кілометр. Расовий склад Кенсетта за даними перепису розподілився таким чином: 70,24 % білих, 24,29 % — чорних або афроамериканців, 0,17 % — корінних американців, 0,37 % — азіатів, 2,57 % — представників змішаних рас, 2,40 % — інших народів. Іспаномовні склали 4,02 % від усіх жителів міста.
З 699 домашніх господарств в 29,6 % — виховували дітей віком до 18 років, 41,1 % представляли собою подружні пари, які спільно проживали, в 17,9 % сімей жінки проживали без чоловіків, 36,2 % не мали сімей. 32,3 % від загального числа сімей на момент перепису жили самостійно, при цьому 14,3 % склали самотні літні люди у віці 65 років та старше. Середній розмір домашнього господарства склав 2,42 особи, а середній розмір родини — 3,06 особи.
Населення міста за віковим діапазоном за даними перепису 2000 року розподілилося таким чином: 26,0 % — жителі молодше 18 років, 7,9 % — між 18 і 24 роками, 25,5 % — від 25 до 44 років, 20,8 % — від 45 до 64 років і 19,9 % — у віці 65 років та старше. Середній вік мешканця склав 38 років. На кожні 100 жінок в Кенсетт припадало 80,7 чоловіків, у віці від 18 років та старше — 74,5 чоловіків також старше 18 років.
Середній дохід на одне домашнє господарство в місті склав 20 478 доларів США, а середній дохід на одну сім'ю — 26 161 долар. При цьому чоловіки мали середній дохід в 22 763 долара США на рік проти 17 500 доларів середньорічного доходу у жінок. Дохід на душу населення в місті склав 11 049 доларів на рік. 26,3 % від усього числа сімей в окрузі і 30,6 % від усієї чисельності населення перебувало на момент перепису населення за межею бідності, при цьому 48,5 % з них були молодші 18 років і 21,4 % — у віці 65 років та старше.